# Matthias Aeschbacher
Matthias Aeschbacher (* 14. April 1945 in Zürich) ist ein Schweizer Dirigent.

## Leben
Aeschbacher wurde als Sohn des Pianisten Adrian Aeschbacher geboren, der auch sein erster Lehrer war.
Seit 1964 war er Korrepetitor am Opernhaus Zürich, 1968 wurde er Kapellmeister. 1976 wurde er musikalischer Oberleiter an den Bühnen der Stadt Essen. 1978 bis 1987 wirkte Aeschbacher als Generalmusikdirektor, Operndirektor und Leiter des städtischen Konzertwesens in Lübeck. 1991 bis 1997 war Aeschbacher erster Dirigent am Musiktheater Essen. In der Rolle als Generalmusikdirektor arbeitete er auch mit Leonard Bernstein mit dem Schleswig-Holstein-Festival-Orchester in Salzau mit jugendlichen Musikern aus aller Welt zusammen.